# Frank Tomney
Frank Tomney (ur. 24 maja 1908 w Bolton, zm. 19 września 1984 w Hillingdon, Londyn) – brytyjski polityk i związkowiec, członek Izby Gmin i poseł do Parlamentu Europejskiego.

## Życiorys
W okresie wielkiego kryzysu przeniósł się z rodzinnego Bolton do Londynu, gdzie pracował m.in. jako stróż nocny w hucie szkła. Zajął się działalnością w związkach zawodowych, od 1940 był sekretarzem General and Municipal Workers Union. Od 1946 do 1950 zasiadał w radzie dystryktu niemetropolitarnego Watford, następnie do 1954 w radzie hrabstwa Hertfordshire. W 1950 po raz pierwszy wybrany do Izby Gmin z ramienia Partii Pracy, zasiadał w niej do 1979. Od 1976 do 1977 oddelegowany do Parlamentu Europejskiego, zasiadał również w Zgromadzeniu Parlamentarnym Rady Europy. Przed wyborami 1979 nie uzyskał ponownie partyjnej nominacji ze względu na niezgodne z linią partii poglądy na homoseksualizm i karę śmierci.